# Länsmansgårdsängen
Länsmansgårdsängen är ett omkring tre hektar stort naturreservat i Virserum i Hultsfreds kommun i Småland.
Länsmansgårdsängen är belägen i nordvästra delen av Virserum vid stranden av Virserumssjön.
Länsmansgårdsängen är en löväng med ädellövträd som ekar och hamlade lindar. Kontakten med Virserumssjön och närheten till samhället förhöjer naturreservatets värde. I en del av reservatet förekommer backsmultron, smörbollar, humleblomster, ormbär, tandrot, liljekonvalj samt den ovanliga smalbladiga lungörten. På våren täcks marken av vitsippor, med inslag av blåsippa och vårlök.
Länsmansgårdsängen har fått sitt namn efter Länsmansgården i Virserum, som ligger inne i samhället en halv kilometer öster om ängen.
Förvaltare av naturreservatet är Hultsfreds kommun.